# Eulophia aurantiaca
Eulophia aurantiaca är en orkidéart som beskrevs av Robert Allen Rolfe. Eulophia aurantiaca ingår i släktet Eulophia och familjen orkidéer. Inga underarter finns listade i Catalogue of Life.